# Керопе Чакърян
Керопе Бартев Чакърян (на арменски: Քերովբե Չաքրյան) е български математик от арменски произход и университетски преподавател, професор в Софийския университет.

## Биография
Роден е през 1944 г. През 1979 г. завършва докторантура в Софийския университет. Работи във Факултета по математика и информатика на Софийския университет. Научните му интереси са в областта на теория на групите – структура на прости крайни групи. Умира през 2012 г.

## Научни публикации
- Крайни групи, в които две силови подгрупи са максимални. Год. СУ, Мат. фак., 66 (1971/72 (1974)), 349 – 352.
- Конечные группы с максимальными подгруппами порядков pn и pq. ПЛИСКА (Бълг. мат. студии), 2 (1981), 116 – 118.
- Finite nonsolvable groups having a maximal subgroup of order 2p. PLISKA (Studia math. bulg.), 2 (1981), 157 – 161.
- Simple groups of order 2a.3.5.qb. SERDICA (Bulg. math. publ.), 5 (1979), 351 – 361.
- Finite groups having a maximal subgroup isomorphic to A5. Compt. rend. Acad. bulg. Sci., 32 (1979), 1161 – 1163.
- A note on simple groups of order 2a.3b.5.pc. Compt. rend. Acad. bulg. Sci., 33 (1980), 1037 – 1038.
- Tchakerian. Groups containing a three-prime simple group. Compt. rend. Acad. bulg. Sci., 33 (1980), 1165 – 1167.
- Generators for the simple subgroups of G2(4). Compt. rend. Acad. bulg. Sci., 34 (1981), 159 – 162.
- On products of finite simple groups. Arch. Math., 41 (1983), 385 – 389.
- Конечные простые группы и их максимальные подгруппы. В: ”Алгебраические структуры“ (ред. М. Гаврилов, В. Н. Латышев), 452 – 473. (Сборникът е приет за печат в УИ ”Климент Охридски“ през 1988/1989 г.)
- The maximal subgroups of G2(4). J. Algebra, 76 (1982), 171 – 185.
- Simple subgroups of G2(pn), p = 2 or 3. Compt. rend. Acad. bulg. Sci., 35 (1982), 1193 – 1196.
- Factorizations of the groups G2(q). Arch. Math., 44 (1985), 230 – 232.
- Simple subgroups of G2(q). Compt. rend. Acad. bulg. Sci., 39 (1986), 13 – 16.
- The maximal subgroups of the Tits simple group. PLISKA (Studia math. bulg.), 8 (1986), 85 – 93.
- Maximal subgroups of 2G2(q). Ann. Univ. Sofia, Fac. Math. Mec., 79 (1985 (1989)), 215 – 221.
- (2,3)-generation of the groups PSL4(2m). Ann. Univ. Sofia, Fac. Math. Inf., 96 (2004), 101 – 104.
- (2,3)-generation of the groups PSL5(q). Ann. Univ. Sofia, Fac. Math. Inf., 97 (2005), 105 – 108.
- An explicit (2,3,7)-generation of the simple Ree groups 2G2(3n). Compt. rend. Acad. bulg. Sci., 58 (2005), 749 – 752.
- Products of finite simple groups. Compt. rend. Acad. bulg. Sci., 40 (1987), 5 – 8.
- Factorizations of finite simple groups. Ann. Univ. Sofia, Fac. Math. Mec., 79 (1985 (1989)), 357 – 364.
- Factorizations of simple groups of order up to 1012. Compt. rend. Acad. bulg. Sci., 45 (1992), 9 – 12.
- Factorizations of the groups of Lie type of Lie rank three over fields of 2 or 3 elements. Ann. Univ. Sofia, Fac. Math. Mec., 85 (1991 (1993)), 83 – 88.
- Generators for some simple subgroups of the Tits group 2F4(2)0. Compt. rend. Acad. bulg. Sci., 61 (2008), 167 – 168.
- An explicit (2,3,7)-generation of the simple groups G2(3n). Compt. rend. Acad. bulg. Sci., 64 (2011), 1077 – 1082.
- A Hurwitz type generation property of the groups G2(3n). Compt. rend. Acad. bulg. Sci., 65 (2012) (приета за печат).
- (2, 3)-generation of the groups PSL6(q) (съвместна с К. Табаков). Serdika Math. Journal (представена за печат).
- Pairs of elements of orders 2 and 3 in the Ree groups 2G2(3n) (съвместна с К. Табаков). (В подготовка за печат.)